# Violated
Violated is de zevende aflevering van het zesde seizoen van het tienerdrama Beverly Hills, 90210, die voor het eerst werd uitgezonden op 25 oktober 1995.

## Verhaal
Valerie, Susan en David volgen les van professor Haywood in marketing. Als Valerie tegen de professor vertelt dat ze de les interessant vindt dan nodigt hij haar uit voor een lezing die hij moet houden voor een aantal mensen. Ze gaat ernaartoe en daarna blijft ze wat drinken met hem. Als hij haar uitnodigt om verder te drinken op zijn hotelkamer, terwijl hij met zijn hand haar been streelt, is ze beledigd en verlaat hem. De klas krijgt een toets terug en Valerie heeft nu een laag punt, terwijl de professor voor de lezing heeft gezegd dat ze het goed had gemaakt. Ze denkt dat de lage punt te maken heeft met haar afwijzing. Nu gaat ze naar een commissie om aangifte te doen voor ongewenste intimiteiten, ze vertellen haar dat dit moeilijk wordt omdat nu haar woord is tegen de zijne en ze laat het maar zitten. Susan wil dat ze wel aangifte doet en zoekt nu naar studenten die eerder zijn benaderd door hem. Ze vindt verschillende studenten die hetzelfde verhaal hebben als Valerie. De professor wordt nu ontslagen en vervolgd.
Toni is boos op Dylan omdat zij denkt dat hij een relatie heeft met haar om wraak te kunnen nemen op haar vader. Dylan smeekt bij Toni om terug te komen omdat hij echt verliefd op haar is. Toni en Dylan ontmoeten elkaar op de universiteit en maken het weer goed. Ze lopen hand in hand weg en dan komt ineens haar vader aanrijden, en is woest als hij de twee ziet lopen. Hij eist dat Toni naar huis gaat maar Toni vertikt het en hij laat haar de keus, of naar huis of ze hoeft helemaal niet meer thuis te komen. Zij kiest voor Dylan.
Clare ontloopt Steve omdat hij een hotelkamer wil boeken voor een intieme nacht. Maar ze is bang dat het te snel gaat en voor de smaak van Steve wat betreft de hotelkamer. Ze besluit zelf een kamer te boeken en als Steve deze gaat controleren vindt hij daar een set handboeien, hij denkt dat Clare deze heeft neergelegd voor een kinky nacht. Het blijkt dat deze achtergelaten zijn van vorige mensen en Clare is beledigd dat Steve denkt dat zij hiervoor in is.
Kelly wil Colin ophalen om naar zijn tentoonstelling te gaan, maar ze treft Claudia en die vertelt haar dat Colin bij haar hoort en dat Kelly beter kan gaan. Kelly is boos en gaat naar huis, Colin komt daarnaartoe en zegt haar dat Claudia niets betekent voor hem en dat hij van haar houdt.
Ray heeft Donna gevraagd om hem te ontmoeten. Wanneer Donna er is smeekt Ray haar om hem nog een kans te geven maar Donna wil hier niets van weten. Ray begint agressief te worden en loopt weg.

## Rolverdeling
- Jason Priestley - Brandon Walsh
- Jennie Garth - Kelly Taylor
- Ian Ziering - Steve Sanders
- Luke Perry - Dylan McKay
- Brian Austin Green - David Silver
- Tori Spelling - Donna Martin
- Tiffani Thiessen - Valerie Malone
- Joe E. Tata - Nat Bussichio
- Kathleen Robertson - Clare Arnold
- Jamie Walters - Ray Pruit
- Jason Wiles - Colin Robbins
- Emma Caulfield - Susan Keats
- Rebecca Gayheart - Toni Marchette
- Stanley Kamel - Tony Marchette
- Mary Crosby - Claudia Van Eyck
- Cliff Weissman - Bruno
- Mark Shera - Professor Haywood